# Michael Buckland
Michael Keeble Buckland (23 de noviembre de 1941) es un bibliotecario, documentalista e informatólogo británico. Teórico de la ciencia de la Información y codirector del Electronic Cultural Atlas Iniciative.

## Biografía
Nació y creció en el Reino Unido. Estudió Historia en la Universidad de Oxford y fue bibliotecario en la Biblioteca Bodleiana de dicho centro así como en numerosas bibliotecas universitarias. En 1975 se doctora en Biblioteconomía en la Universidad de Sheffield.
En 1972 se traslada a Estados Unidos para dar clases en la facultad de Información de la Universidad de California en Berkeley, donde fue decano de 1976 a 1984. Entre 1983 y 1987 fue vicepresidente de la comisión de política de planificación bibliotecaria del campus de esa universidad. Tras su jubilación, ha sido nombrado profesor emérito.
Fue presidente de la American Society of Information Science and Technology en 1998.

## Obra
Michael Buckland ha estudiado la historia de la ciencia de la Información, los servicios bibliotecarios y las bases de datos documentales.
Para Buckland, la información es un fenómeno objetivo, un algo tangible, y cualquier objeto puede tener valor informativo. Además, hay que considerar a la información como cosa para producir datos informativos; es decir, Buckland habla claramente del proceso de información o proceso de datos. Con esta propuesta, reivindicó el legado intelectual de la documentalista francesa Suzanne Briet en un artículo en 1997. En cuanto al documento, Buckland lo considera como un contenedor de información, haciendo posible la organización, la presentación y la gestión informativa relativa a un hecho, persona o temática determinada.
Criticó el artículo de Vannevar Bush As we may think (Cómo podríamos pensar) de 1945 por no tener en consideración los índices y esquemas de clasificación para recuperar información electrónica.
Michael Buckland estableció tres etapas de la información en las bibliotecas.
1. Papel: las fuentes de información están en distintos soportes físicos.
2. Automatizadas: las fuentes de información están en soportes tangibles pero su lectura es electrónica.
3. Virtuales: las fuentes de información están en la web.

### Electronic Cultural Atlas Iniciative
Desde la  Universidad de Berkeley, junto a Lewis Lancaster, crearon el Electronic Cultural Atlas Initiative o Atlas Cultural Electrónico (ECAI) en 1997. Es una plataforma digital creada con el objetivo de fomentar el intercambio y la comunicación científica entre investigadores y centros académicos de todo el mundo. El ámbito de actuación es dentro del marco de las Humanidades digitales y participan docentes de todo el mundo para crear y desarrollar mapas y aplicaciones informáticas para tal fin

## Premios y publicaciones
En 2012, Michael Buckland fue galardonado con el Premio ASIST al Mérito Académico.
Entre otras obras, ha publicado:
- Library Services in Theory and Context (1983)
- Information and Information System (1991)
- Redesigning Libraries Services (1992)
- Emmanuel Goldberg and his Knowledge Machine (2006)